# Subsidie

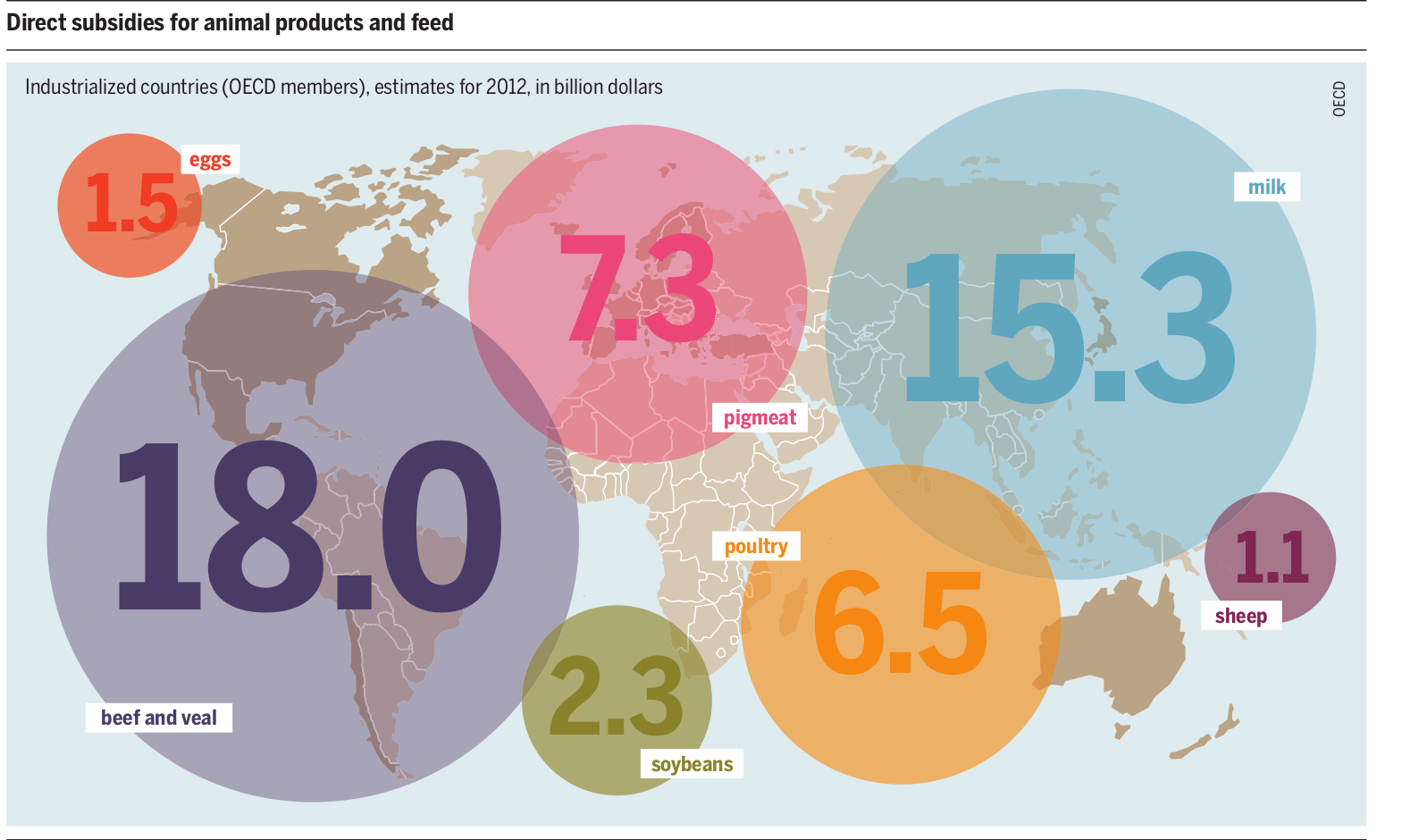
Atlas over de vleesindustrie 2014 - Europese landbouwsubsidies

Subsidie (van het Latijn: subsidium: ondersteuning, hulp, bijstand) is een tijdelijke bijdrage van de overheid of een niet-commerciële organisatie ten behoeve van het starten of het in stand houden van een activiteit waarvan het economische belang niet direct voor de hand ligt. Als het economisch belang van een te starten activiteit wel voor de hand ligt, spreekt men meestal van investering.

## Definitie
Subsidie is een verzamelnaam voor het instrumentarium dat de overheid heeft om beleidspunten te stimuleren. Vormen van subsidie zijn onder meer: achtergesteld krediet, garanties en investeringspremies.
Verschillende activiteiten zijn zonder subsidie van de overheid niet mogelijk of worden onbetaalbaar voor gebruikers. Zo worden kunstuitingen zoals toneel, muziek en musea gesubsidieerd, maar bijvoorbeeld ook het onderwijs en het openbaar vervoer ontvangen subsidie. Activiteiten van werkzoekenden om te re-integreren worden met behulp van Europese fondsen ondersteund.
Aan het verstrekken van subsidie kleeft het gevaar dat afhankelijkheid ontstaat. Veel projecten voor duurzame energie kunnen bijvoorbeeld zonder subsidie niet bestaan. Stoppen van de subsidie leidt dan tot een maatschappelijk debat over nut en kosten.

## Methoden

### Direct
Subsidiëring kan plaatsvinden via een op de begroting verantwoorde uitgavenpost. Het geld wordt eerst geïnd van alle belastingbetalers en gaat vervolgens naar de subsidieontvangers. De subsidies worden met naam en bedrag genoemd in de begroting en zijn daardoor zichtbaar.

### Belastingverminderingen
Hier ontbreekt geldstroom van belastingbetaler naar overheid. Zij die aanspraak kunnen maken op de belastingsvermindering betalen minder belasting en de overheid krijgt minder inkomsten. De vorm waarin dit gebeurt is flexibel, het kan in de vorm van een vrijstelling, een speciaal tarief, een aftrekpost op inkomen of uitstel van het belastbare moment. 

## Nederland

### Regionaal
Er zijn verschillende regionale stimuleringsregelingen voor bedrijven, organisaties, gemeenten en overheden.

### Provinciaal
De provincies geven veel subsidies, maar krijgen zelf van de regering ook veel subsidies.

### Landelijk
Er zijn op landelijk gebied ook veel subsidies. Deze worden voornamelijk door de ministeries verdeeld. Er bestaan in Nederland en Vlaanderen in het kader van sociale wetgeving speciale subsidies en toeslagen om het inkomen van individuen te verbeteren, bijvoorbeeld een huurtoeslag, voorheen huursubsidie of een persoonlijk-assistentiebudget.

### Europees
Europese subsidies worden op hoofdlijnen door het Europees beleid bepaald. De individuele landen kunnen hier echter zelf een interpretatie aangeven. Europees geld wordt meestal door de landen zelf onder bedrijven en organisaties verdeeld. Een klein deel wordt door Brussel bepaald. Er worden in Europa veel landbouwsubsidies gegeven.

## Dotaties in België
Een dotatie lijkt op een subsidie. Het is in België een vaste jaarlijkse overheidssubsidie of overheidstoelage aan officiële instellingen, aan leden van het koningshuis, aan politieke partijen op grond van hun verkiezingsuitslag of aan verenigingen die de overheid wil subsidiëren.

## Andere toepassingen
De rijksoverheid geeft in Nederland ook aan gemeenten subsidie, bijvoorbeeld voor geluidssanering. Verder gebruiken ministeries en provincies subsidies als sturingsinstrument in de markt, bijvoorbeeld om energie- of milieuvriendelijke alternatieven een snellere marktintroductie te geven of voor het stimuleren van technologische innovatie. Ter stimulering van het aanschaf van elektrische autos is er de subsidieregeling Elektrische Personenauto's Particulieren in Nederland.
Het vrij onderwijs is in Vlaanderen sedert het schoolpact ook gesubsidieerd.

## Evaluatie

### Effectiviteit
De subsidies worden veelal voor een specifiek doel verstrekt, maar in Nederland ontbreekt veelal een evaluatie van de effectiviteit. Hierdoor is het onbekend of de subsidies het beoogde doel hebben bereikt. De Nederlandse overheid verleent subsidie aan voor boeren om weidevogels, met name de grutto, te beschermen. De subsidie is gestegen van € 4,2 miljoen in 2001 tot € 33,4 miljoen in 2020, maar in diezelfde periode daalde het aantal broedparen grutto’s van 60.000 tot 30.000.

### Fraude
Om subsidiefraude te bestrijden, kunnen specifieke audits uitgevoerd om te controleren of het ontvangen geld inderdaad rechtmatig is besteed, en aan alle eisen van de subsidieverstrekker voor het beoogde doel is voldaan.

### Perverse subsidies
Hoewel subsidies belangrijke hefbomen kunnen zijn, worden veel subsidies beschouwd als "perverse prikkels", in de zin dat ze nadelige onbedoelde gevolgen hebben. Critici beschouwen subsidies als "pervers" wanneer ze effecten hebben die aantoonbaar en significant nadelig zijn voor zowel de economie als het milieu. Een subsidie begint zelden of nooit pervers, maar na verloop van tijd kan een legitiem-effectieve subsidie pervers of illegitiem worden als deze niet wordt ingetrokken nadat het doel is bereikt of als politieke doelen veranderen. Perverse subsidies zijn volgens critici nu zo wijdverspreid dat ze in de zes meest gesubsidieerde sectoren (landbouw, visserij en bosbouw, fossiele brandstoffen, wegtransport, en water) in 2007 alleen al tot $2 biljoen per jaar waren opgelopen.